# Кінтень
Кінтень, Кінтені (рум. Chinteni) — село у повіті Клуж в Румунії. Адміністративний центр комуни Кінтень.
Село розташоване на відстані 334 км на північний захід від Бухареста, 10 км на північний захід від Клуж-Напоки.

## Населення
За даними перепису населення 2002 року у селі проживали 1011 осіб.
Національний склад населення села:
| Національність | Кількість осіб | Відсоток |
| -------------- | -------------- | -------- |
| румуни         | 606            | 59,9%    |
| угорці         | 377            | 37,3%    |
| цигани         | 28             | 2,8%     |

Рідною мовою назвали:
| Мова      | Кількість осіб | Відсоток |
| --------- | -------------- | -------- |
| румунська | 618            | 61,1%    |
| угорська  | 375            | 37,1%    |
| циганська | 18             | 1,8%     |